# Benedetto Accolti il Vecchio

Stemma Accolti

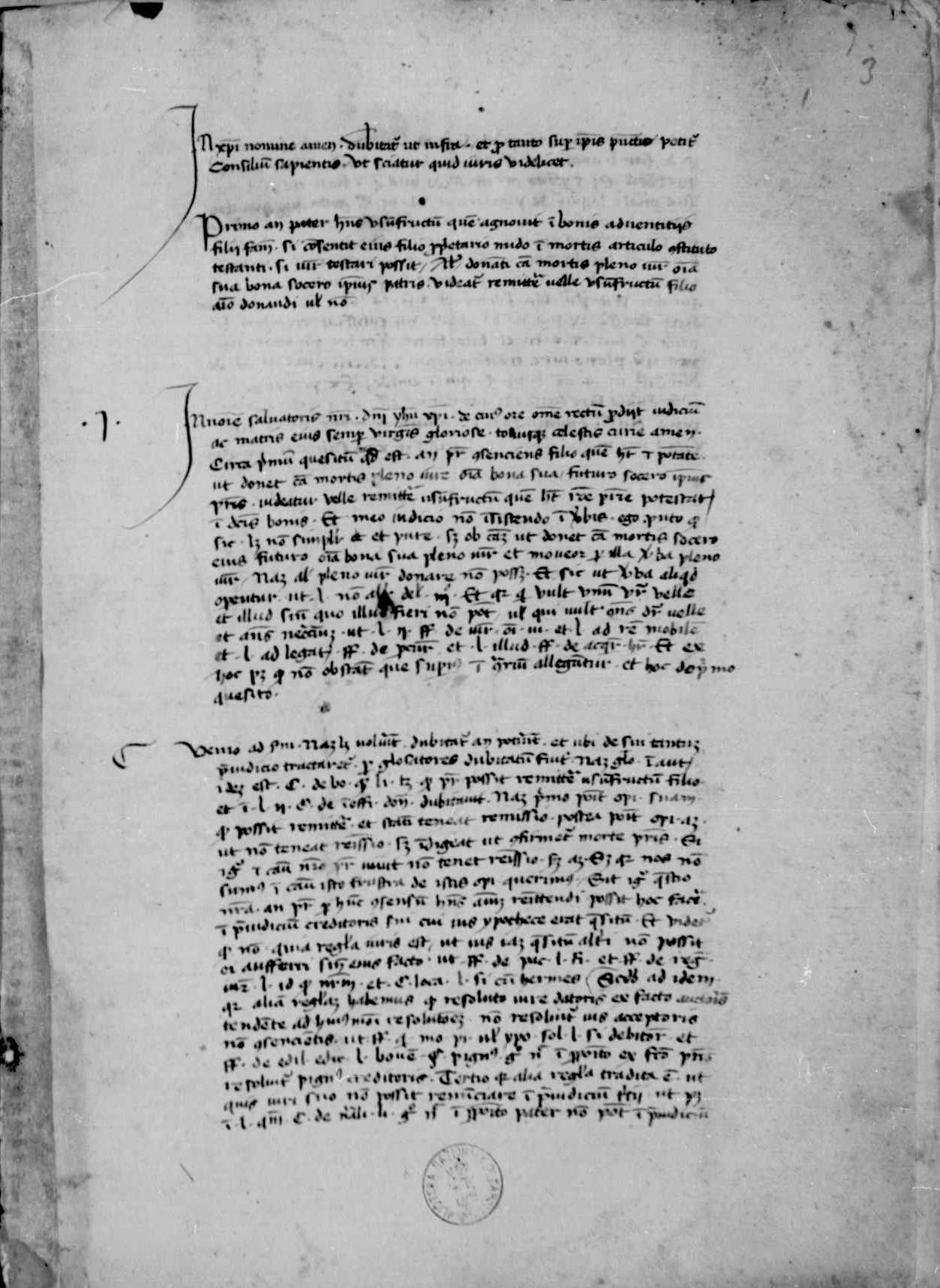
Allegationes et consilia, manoscritto, XIV-XV secolo

Benedetto Accolti (Arezzo, 1415 – Firenze, 26 settembre 1464) è stato un umanista e giureconsulto italiano.

## Biografia
Era figlio di Michele degli Accolti da Pontenano, che nel 1414 era divenuto lettore di diritto all'Università di Firenze e segretario della Repubblica, e di Margherita di Rosello Roselli.
Studiò diritto a Firenze e a Bologna, dove si laureò. Insegnò diritto civile e canonico a Volterra nel 1435 e, dalla fine di quello stesso anno, nello Studio Fiorentino, dove rimase per tutta la vita. A Firenze sposò Laura di Carlo Federighi, da cui ebbe otto figli, tra i quali il futuro cardinale Pietro e Bernardo, detto l'Unico Aretino, poi duca di Nepi. Nel 1448 fu «savio» e assessore dei Sindaci del rettore del Comune fiorentino.
Nel 1441 partecipò al «Certame coronario», un concorso di poesia, e il 17 aprile 1458 succedette a Poggio Bracciolini come cancelliere della Repubblica fiorentina, incarico che resse fino alla morte.
Scrisse mediocri poesie in volgare e in latino. Fu autore del De bello a Christianis contra Barbaros gesto pro Christi sepulchro et Judaea recuperandis, una storia in quattro libri della prima crociata dedicata a Piero de' Medici. L'opera fu pubblicata a Venezia nel 1532 e tradotta e volgarizzata, sempre a Venezia, nel 1543 (da essa Torquato Tasso trasse la trama della sua Gerusalemme liberata). Scrisse il Dialogus de praestantia virorum sui aevi ex bibliotheca illustrissimi ac eruditissimi viri Antonii Magliabequi, dedicato a Cosimo de' Medici, in difesa dei contemporanei contro gli esaltatori dell'antichità.
Suo nipote è l'omonimo cardinale Benedetto Accolti detto il Giovane.

## Opere

### Manoscritti
- Consilia, XV secolo, Città del Vaticano, Biblioteca Apostolica Vaticana, Fondo Ottoboniano latino, Ottob. lat. 1726.
- Consilia, XV secolo, Firenze, Biblioteca Nazionale Centrale, Fondo Landau Finaly, Landau Finaly 98.
- Allegationes et consilia, XIV-XV secolo, Napoli, Biblioteca Nazionale Vittorio Emanuele III, Fondo Nazionale, ms. I.D.64.